# Abraham I (ormiański patriarcha Jerozolimy)
Abraham I (ur. ?, zm. ?) – w latach 638–669 1. ormiański Patriarcha Jerozolimy, urzędu powołanego w 638 roku.